# قائمة إصدارات الطوابع في أوكرانيا لسنة 2009
هذه قائمة الطوابع البريدية التي أصدرها البريد الأوكراني للتداول في عام 2009.
في الفترة من 1 يناير إلى 23 ديسمبر 2008، أصدر 48 طابعًا بريديًا، شملت 47 الطوابع التذكارية بالإضافة إلى طابع واحد من الإصدار السابع للطوابع القياسية بقيمة اسمية 1.50 هريفنا، غطت الطوابع التذكارية ذكرى التواريخ المهمة والأحداث وذكرى الشخصيات الثقافية البارزة وغيرها.
وقد كانت الطوابع بالفئات التالية:
- 1.00 هريفنا
- 1.50 هريفنا
- 1.90 هريفنا
- 2.00 هريفنا
- 2.20 هريفنا
- 3.20 هريفنا
- 3.30 هريفنا
- 3.75 هريفنا
- 3.85 هريفنا
- 4.85 هريفنا
- 5.25 هريفنا
- 5.40 هريفنا

طُبعت كل الطوابع في مؤسسة "دار الطباعة الأوكراني" المملوكة للدولة.

## قائمة الطوابع التذكارية
| التسلسل في الكتالوج | الصورة | الوصف والمصادر | القيمة                               | تاريخ طرحها للتداول | كمية الإصدار | المصمم                                                  |
| --- | ------ | --- | ------------------------------------ | ------------------- | ------------ | ------------------------------------------------------- |
| رقم 978 |        | «الذكرى المائة لميلاد ستيبان بانديرا» | 1,00 هريفنا                          | 1 يناير 2009 م      | 220 000      | فاسيل فاسيلينكو                                         |
| رقم 979 |        | «ستيبان رودانسكي (1834—1873)» | 1,00 هريفنا                          | 17 يناير 2009 م     | 200 000      | كالميكوف أوليكساندر فيدوروفيتش                          |
| رقم 980 |        | «شالوم أليخيم (1859—1916)» | 2,20 هريفنا                          | 18 فبراير 2009 م    | 200 000      | كالميكوف أوليكساندر فيدوروفيتش                          |
| ورقة طوابع تذكارية رقم 75 (رقم 981 (Mi #1023)) |        | ورقة طوابع تذكارية «100 عام على تأسيس حديقة حيوان كييف» | 3,20 هريفنا                          | 20 فبراير 2009 م    | 100 000      | أوكسانا تيرنافسكا                                       |
| رقم 982 |        | سلسلة طوابع بريدية «الذكرى المئوية الثانية لميلاد تاراس شيفتشينكو» - «تاراس شيفتشينكو. لوحة "عائلة فلاحية". 1843»                                                                               | 1,50 هريفنا                          | 9 مارس 2009 م       | 100 000      | تاران فولوديمير فاسيليفيتش                              |
| رقم 983 |        | سلسلة طوابع بريدية «الذكرى المئوية الثانية لميلاد تاراس شيفتشينكو» - «تاراس شيفتشينكو. لوحة يصور فيها إيليا ليزوهوب. 1846—1847»                                                                 | 1,50 هريفنا                          | 9 مارس 2009 م       | 100 000      | تاران فولوديمير فاسيليفيتش                              |
| رقم 984 |        | سلسلة طوابع بريدية «الذكرى المئوية الثانية لميلاد تاراس شيفتشينكو» - «تاراس شيفتشينكو. لوحة يصور فيها "إليزافيتا فاسيليفنا كيكواتوفا". 1847»، وهي من عائلة كيكواتوفا الأميرية التتارية الروسية. | 1,50 هريفنا                          | 9 مارس 2009 م       | 100 000      | تاران فولوديمير فاسيليفيتش                              |
| رقم 985 (Mi #1027) رقم 986 (Mi #1028) |        | طابعان متجاوران: "حفظ المناطق القطبية والأنهار الجليدية" - «محطة فيرنادسكي في القارة القطبية الجنوبية» - (نهر جليدي)                                                                            | 3,30 3,30 هريفنا                     | 18 مارس 2009 م      | 95 000       | تاران فولوديمير فاسيليفيتش                              |
| ورقة طوابع تذكارية رقم 76 (رقم 988 رقم 989) |        | ورقة طوابع تذكارية «الذكرى المئوية الثانية لميلاد نيقولاي غوغول. 1809-1852» - «نيقولاي غوغول» - قصة «الليلة التي تسبق عيد الميلاد»                                                              | 2,20 1,50 هريفنا                     | 1 أبريل 2009 م      | 100 000      | تاران فولوديمير فاسيليفيتش، الأخوان سيرجي وأولكسي خاروك |
| رقم 990 رقم 991 |        | طوابع متجاورة من طابعين بريديين - «مقراب زوالي» - «غاليليو غاليلي» | 3,75 5,25 هريفنا                     | 17 أبريل 2009 م     | 95 000       | فانديكوفا ناتاليا فولوديميريفنا                         |
| ورقة طوابع تذكارية رقم 77 (رقم 992 رقم 993) |        | ورقة طوابع تذكارية في كتيب طوابع البريد يحمل الرقم 10 ضمن سلسلة طابع بريد أوروبا حول موضوع علم الفلك - «مقراب زوالي» - «غاليليو غاليلي»                                                         | 3,75 5,25 هريفنا                     | 17 أبريل 2009 م     | 22 000       | فانديكوفا ناتاليا فولوديميريفنا                         |
| رقم 994 رقم 995 |        | طابعين متجاورين مع ملصقة ضمن إصدار مشترك بين أوكرانيا والصين - «البوابة الذهبية في كييف» - «برج الرافعة الصفراء في ووهان»                                                                       | 5,40 3,85 هريفنا                     | 14 أغسطس 2009 م     | 119 000      | كالميكوف أوليكساندر فيدوروفيتش                          |
| ورقة طوابع تذكارية رقم 78 (رقم 996 رقم 997 رقم 998 رقم 999) |        | ورقة طوابع تذكارية بريدية: «محمية غورغاني الطبيعية» - ديك الخلنج الغربي (Tetrao urogallus) - زهرة العطاس الجبلية (Arnica montana) - ضيون (Felis silvestris) - صنوبر سويسري (Pinus cembra)       | 1,50 1,50 1,50 1,50 هريفنا           | 29 سبتمبر 2009 م    | 97 000       | ميكولا سافوفيتش كوتشوبي                                 |
| رقم 1000 (Mi #1045) |        | سلسلة طوابع بريدية «صناعة القاطرات في أوكرانيا» - «قاطرة ديزل فئة فل41 (Q4101933)» | 1,50 هريفنا                          | 26 أكتوبر 2009 م    | 150 000      | فاليري رودينكو                                          |
| رقم 1001 (Mi #1042) |        | سلسلة طوابع بريدية «صناعة القاطرات في أوكرانيا» - «قاطرة ديزل فئة فل26 (Q4101932)» | 1,50 هريفنا                          | 26 أكتوبر 2009 م    | 150 000      | فاليري رودينكو                                          |
| رقم 1002 (Mi #1044) |        | سلسلة طوابع بريدية «صناعة القاطرات في أوكرانيا» - «قاطرة ديزل فئة 2تي116» | 1,50 هريفنا                          | 26 أكتوبر 2009 م    | 150 000      | فاليري رودينكو                                          |
| رقم 1003 (Mi #1043) |        | سلسلة طوابع بريدية «صناعة القاطرات في أوكرانيا» - «قاطرة ديزل فئة 2تي121 (Q4030637)» | 1,50 هريفنا                          | 26 أكتوبر 2009 م    | 150 000      | فاليري رودينكو                                          |
| ورقة طوابع تذكارية رقم 79 (رقم 1004 رقم 1005 رقم 1006 رقم 1007 رقم 1008 رقم 1009)                                                                               |        | ورقة طوابع تذكارية «منارات أوكرانيا» - «منارة كيز أول» - «منارة لوباريف فرونت» - «منارة يالطا» - «منارة فورونتسوف» - «منارة ساريتش» - «منارة بيرديانسك السفلى»                                  | 1,50 هريفنا                          | 30 أكتوبر 2009 م    | 80 000       | فانديكوفا ناتاليا فولوديميريفنا                         |
| رقم 1011 |        | سلسلة طوابع بريدية «أغنية أوكرانية»: - «أغاني هايدماك» | 1,50 هريفنا                          | 27 نوفمبر 2009 م    | 115 000      | ميكولا سافوفيتش كوتشوبي                                 |
| رقم 1012 |        | سلسلة طوابع بريدية «أغنية أوكرانية»: - «أغاني فكاهية أوكرانية» | 1,50 هريفنا                          | 27 نوفمبر 2009 م    | 115 000      | ميكولا سافوفيتش كوتشوبي                                 |
| رقم 1013 |        | سلسلة طوابع بريدية «أغنية أوكرانية»: - «أغاني الحب» (بالأوكرانية: Пісні кохання) | 2,00 هريفنا                          | 27 نوفمبر 2009 م    | 115 000      | ميكولا سافوفيتش كوتشوبي                                 |
| رقم 1014 |        | سلسلة طوابع بريدية «أغنية أوكرانية»: - «أغاني الزفاف» | 2,00 هريفنا                          | 27 نوفمبر 2009 م    | 115 000      | ميكولا سافوفيتش كوتشوبي                                 |
| رقم 1015 |        | «ذكرى مرور 65 عامًا على إنشاء مجلس التحرير الأعلى الأوكراني» | 1,50 هريفنا                          | 27 نوفمبر 2009 م    | 142 000      | إيفان سيمينوفيتش برينيوك                                |
| رقم 1010 (Mi #1057) |        | «عيد ميلاد مجيد!». | 1,50 هريفنا                          | 9 ديسمبر 2009 م     | 207 000      | فانديكوفا ناتاليا فولوديميريفنا                         |
| رقم 1016 (Mi #1058) |        | «سنة جديدة سعيدة!» | 1,50 هريفنا                          | 9 ديسمبر 2009 م     | 254 000      | تتيانا نستوروفا                                         |
| رقم 1017 (Mi #1059) |        | سلسلة طوابع بريدية «صناعة النبيذ في أوكرانيا»: - «سوخوليمانسكي أبيض» | 1,50 هريفنا                          | 17 ديسمبر 2009 م    | 132 000      | أوكسانا تيرنافسكا                                       |
| رقم 1018 (Mi #1060) |        | سلسلة طوابع بريدية «صناعة النبيذ في أوكرانيا»: - «عنب مسقط أبيض وهو أحد أنواع عنب مسقط» | 1,50 هريفنا                          | 17 ديسمبر 2009 م    | 132 000      | أوكسانا تيرنافسكا                                       |
| رقم 1019 |        | الاحتفال بالذكرى العشرين لتأسيس الحركة الشعبية في أوكرانيا | 1,50 هريفنا                          | 19 ديسمبر 2009 م    | 140 000      | فالنتين ميفودينكو                                       |
| ورقة طوابع تذكارية رقم 80 (Mi #bl.77) (رقم 1020 (Mi #1062) رقم 1021 (Mi #1063) رقم 1022 (Mi #1064) رقم 1023 (Mi #1065) رقم 1024 (Mi #1066) رقم 1025 (Mi #1067)) |        | ورقة طوابع تذكارية «معادن أوكرانيا» - «المرو أو الكوارتز» - «كبريت محلي» - «توباز (الياقوت الأصفر)» - «بيريل» - «عين الببر» - «الفا-كيرتشنايت»                                                  | 1,50 1,90 2,00 2,20 3,30 4,85 هريفنا | 23 ديسمبر 2009 م    | 100 000      | لاريسا ميلنيك                                           |

## الإصدار السابع من الطوابع القياسية (الدائمة)
أصدر طابع واحد من الإصدار السابع للطوابع القياسية (2007—2011):
| التسلسل في الكتالوج | الصورة | الوصف والمصادر            | القيمة      | تاريخ طرحها للتداول | كيمة الإصدار | المصمم                          |
| ------------------- | ------ | ------------------------- | ----------- | ------------------- | ------------ | ------------------------------- |
| رقم 987 (Mi #1029)  |        | «بلاط الموقد (Q19921342)» | 1,50 هريفنا | 25 مارس 2009 م      | كمية كبيرة   | فانديكوفا ناتاليا فولوديميريفنا |

## روابط خارجية
- Каталог продукції Укрпошти نسخة محفوظة 12 травня 2015 على موقع واي باك مشين. (بالأوكرانية)
- Луганська дирекція УДППС «Укрпошта» نسخة محفوظة 19 червня 2013 على موقع واي باك مشين.
- Nestor Publishers | Ukraine : 2009 نسخة محفوظة 25 січня 2018 على موقع واي باك مشين. (بالإنجليزية)